# NGC 5321
NGC 5321 (другие обозначения — MCG 6-30-101, ZWG 190.65, NPM1G +33.0292, PGC 49148) — галактика в созвездии Гончие Псы.
Этот объект входит в число перечисленных в оригинальной редакции «Нового общего каталога».